# Robert FitzGerald (19e comte de Kildare)
Pour les articles homonymes, voir Robert FitzGerald (homonymie) et FitzGerald.
Robert FitzGerald, 19e comte de Kildare (4 mai 1675 - 20 février 1743),, est un pair irlandais.

## Biographie
Il est le fils de Robert FitzGerald, fils cadet de George FitzGerald (16e comte de Kildare) et de Mary, fille de James Clotworthy de Monninmore, comté de Londonderry.
Il succède à son cousin germain en tant que comte de Kildare en 1707 et est admis au Conseil privé d'Irlande en 1710. En 1714, il est nommé Lord justicier d'Irlande. Il diffère de la noblesse irlandaise de son temps par ses convictions religieuses fortes et sincères.
Lord Kildare meurt en février 1743, à l'âge de 68 ans. Son fils James, qui est créé marquis de Kildare en 1761 et duc de Leinster en 1766, lui succède. Henry Cheere crée un monument à sa mémoire montrant comment il est pleuré par sa femme et ses enfants survivants, Margaretta et James. Ce monument est placé pour la première fois au nord du chœur de la cathédrale Christ Church de Dublin puis transféré plus tard dans le transept sud,.

## Famille
Lord Kildare épouse Mary, fille de William O'Brien (3e comte d'Inchiquin) et Mary Villiers, le 7 mars 1708. Ils ont quatre fils et huit filles, dont :
- James FitzGerald (1er duc de Leinster) (1722-1773) ;
- Richard FitzGerald ;
- Margaretta Hill, comtesse de Hilssborough (décédée le 19 janvier 1766), épouse de Wills Hill, 1er marquis de Downshire.